# Chiesa della Natività di Maria Santissima (Argenta)
La chiesa della Natività di Maria Santissima è il principale luogo di culto di Boccaleone, frazione di Argenta. Rientra tra le chiese presenti in provincia di Ferrara e sottoposta all'arcidiocesi di Ravenna-Cervia. Risale al XVI secolo e dal XXI secolo non è più parrocchiale.

## Storia
Le prime citazioni documentali relative alla primitiva chiesa di Boccaleone, vicino ad Argenta, sono del 1291.
Attorno al XV secolo, in considerazione delle pessime condizioni nelle quali versava l'edificio originale, venne decisa la costruzione di una nuova chiesa. Da quel momento la dedicazione fu esplicita alla Natività di Maria Santissima.
Ottenne dignità parrocchiale tra il XIV ed il XV secolo (il momento esatto non è possibile ricostruirlo) e sicuramente all'inizio del XVI secolo Boccaleone aveva avuto l'autonomia amministrativa rispetto ad Argenta e la sua chiesa era parrocchia.
Secondo quanto stabilito dalle disposizioni del concilio di Trento nel 1567 iniziarono le registrazioni sulla documentazione della parrocchia dei dati relativi ai nati, alle cresime, ai matrimoni ed alle morti.
La documentazione che ci è pervenuta conserva la memoria storica dei religiosi che hanno condotto la chiesa e ha registrato, ad esempio, il primo che ebbe titolo di arciprete, nel 1750: don Agostino Cicognini di Ravenna.
Nel XVIII secolo l'edificio fu oggetto di importanti lavori di ristrutturazione ed ampliamento.
Nella seconda parte del XX secolo la chiesa fu interessata da una ricostruzione quasi completa, necessaria dopo i danni avuti in seguito alla caduta di due fulmini. Vennero ricostruite in modo pressoché totale anche la canonica e la torre campanaria.